# Citheronioides
Citheronioides is een geslacht van vlinders uit de familie van de nachtpauwogen (Saturniidae), uit de onderfamilie van de Ceratocampinae. De wetenschappelijke naam en de beschrijving van dit geslacht werden voor het eerst in 1988 gepubliceerd door Claude Lemaire. 

## Soorten
- Citheronioides collaris (Rothschild, 1907)
- Citheronioides lamata (Schaus, 1933)